# Catena principale alpina

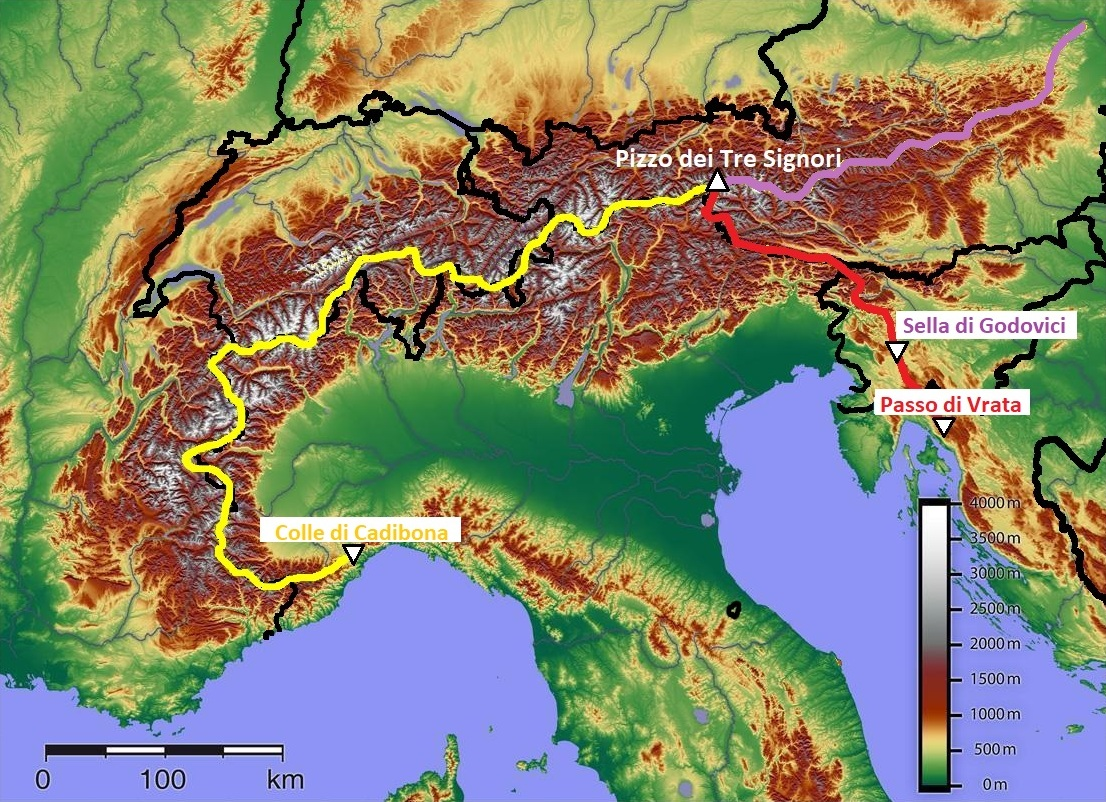
Le due catene delle Alpi considerate principali. In giallo il tratto comune, in violetto e in rosso i due tratti alternativi. In nero i confini nazionali. Sono indicati il punto di snodo e i punti di congiunzione con Appennini ed Alpi Dinariche

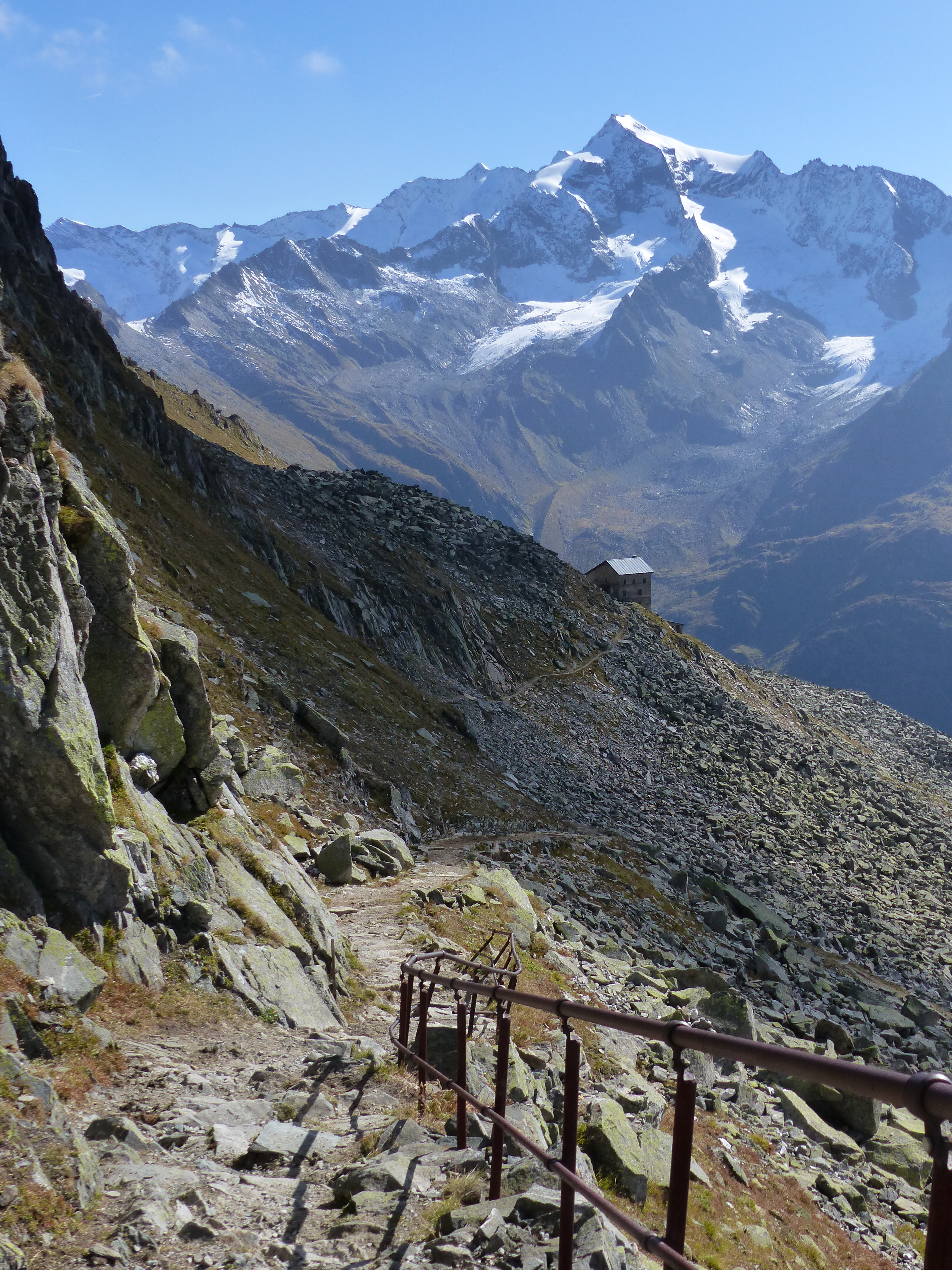
Picco dei Tre Signori, da cui si snodano i due tracciati alternativi della catena principale delle Alpi.

La catena principale alpina (o cresta alpina principale) è l'insieme di montagne delle Alpi lungo le quali corre lo spartiacque principale, dividendo il bacino idrografico del Rodano, del Reno e del Danubio a nord da quello del Po a sud. Essendo diffusi due diversi criteri per stabilire quale esso sia, ne derivano due criteri diversi per stabilire la catena principale.

## Descrizione
Secondo un modo di vedere, la catena principale inizia dalla congiunzione con gli Appennini ed arriva con le sue ultime propaggini in prossimità di Vienna. 
Secondo un altro criterio, la catena principale inizia sempre dalla congiunzione con gli Appennini, ma poi, formando un ampio arco, giunge sino al punto in cui iniziano le Alpi Dinariche. Le due catene condividono dunque un lungo tratto, per poi dividersi al Picco dei Tre Signori, dopo il quale una prosegue verso nord-est, l'altra verso sud-est. Questa seconda convenzione è quella usata per delineare i confini della regione geografica italiana.
Adotta il primo criterio la Suddivisione Orografica Internazionale Unificata del Sistema Alpino del 2006, che considera come catena alpina principale quella che inizia alla Bocchetta di Altare o colle di Cadibona e termina nelle pendici prealpine situate nei pressi di Vienna, Graz, Maribor, Lubiana e della Sella di Godovici. In quest'ultimo valico, secondo questa convenzione, è posto il limite tra la catena alpina e le Alpi Dinariche. Questo criterio considera dunque come spartiacque principale quello che divide i bacini del Rodano, del Reno, e della parte del Danubio che scorre prima di Vienna, dal bacino del Po e della parte del Danubio che scorre dopo Vienna.
Adotta il secondo criterio la Partizione delle Alpi del 1926, che considera come catena alpina principale quella che inizia dalla Bocchetta di Altare o colle di Cadibona, dove le Alpi si staccano dagli Appennini, e che termina al Passo di Vrata, dove iniziano, secondo questa convenzione, le Alpi Dinariche. Questo criterio considera dunque come spartiacque principale quello che divide i bacini del Rodano, del Reno e del Danubio (verso ovest, nord ed est) dal bacino del Po (verso sud).

### Caratteristiche

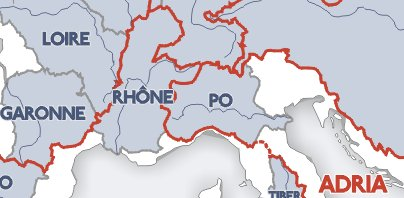
Spartiacque della catena alpina. Rhone = Rodano; Loire = Loira; Garonne = Garonna; Adria = versante adriatico

In una catena montuosa la catena principale contiene normalmente le più importanti vette della catena stessa. Nelle Alpi tuttavia vi sono dei notevoli massicci montuosi separati dalla catena principale alpina, come ad esempio le Alpi del Delfinato e le Alpi Bernesi. La catena principale alpina è ben individuabile nelle Alpi Occidentali; nelle Alpi Orientali perde via via di definizione mano a mano che si procede verso oriente. 
Nelle Alpi Occidentali vi sono infatti solo due bacini idrografici: quello del Rodano e quello del Po. Nelle Alpi Orientali vi sono invece tre bacini idrografici principali: quello del Reno a nord, quello del Danubio ad est e quello del Po e degli altri fiumi italiani a sud. Il punto di triplice spartiacque è situato a Piz Lunghin. 
Se, nelle Alpi Orientali, come spartiacque principale si intende quello tra il bacino del Reno da una parte e quelli del Danubio e del Po dall'altra, allora la catena principale termina con le Alpi della Bassa Austria alle porte di Vienna. Seguendo questo criterio, la catena principale alpina ha inizialmente un andamento verso ovest; in seguito piega verso nord fino al Monte Bianco. Dopo corre generalmente verso est-nord-est, anche se con vari mutamenti di direzione, fino alla Vetta d'Italia e infine termina con le Alpi della Bassa Austria. 
Se invece, sempre nelle Alpi Orientali, come spartiacque principale si intende quello tra il bacino del Reno e del Danubio da una parte e quello del Po ed altri fiumi italiani dall'altra, allora la catena principale, dopo la Vetta d'Italia, piega verso sud-est e termina con le Alpi e Prealpi Giulie al Passo di Vrata.
La catena alpina principale segna lo spartiacque alpino tra il bacino idrografico del fiume Po a sud nella Pianura Padana, quello del Rodano lungo l'omonima Valle del Rodano ad ovest in territorio svizzero e francese, quello del Reno e del Danubio a nord in territorio svizzero e austriaco. Tale linea spartiacque segna anche il confine di Stato tra Italia, Francia, Svizzera e Austria. Lievi deviazioni del confine politico dalla linea spartiacque si ritrovano presso la Valle Stretta, il Lago del Moncenisio, nell'altopiano di Livigno o nella zona di Tarvisio. Simili considerazioni valgono anche per i confini linguistici.

### Suddivisione

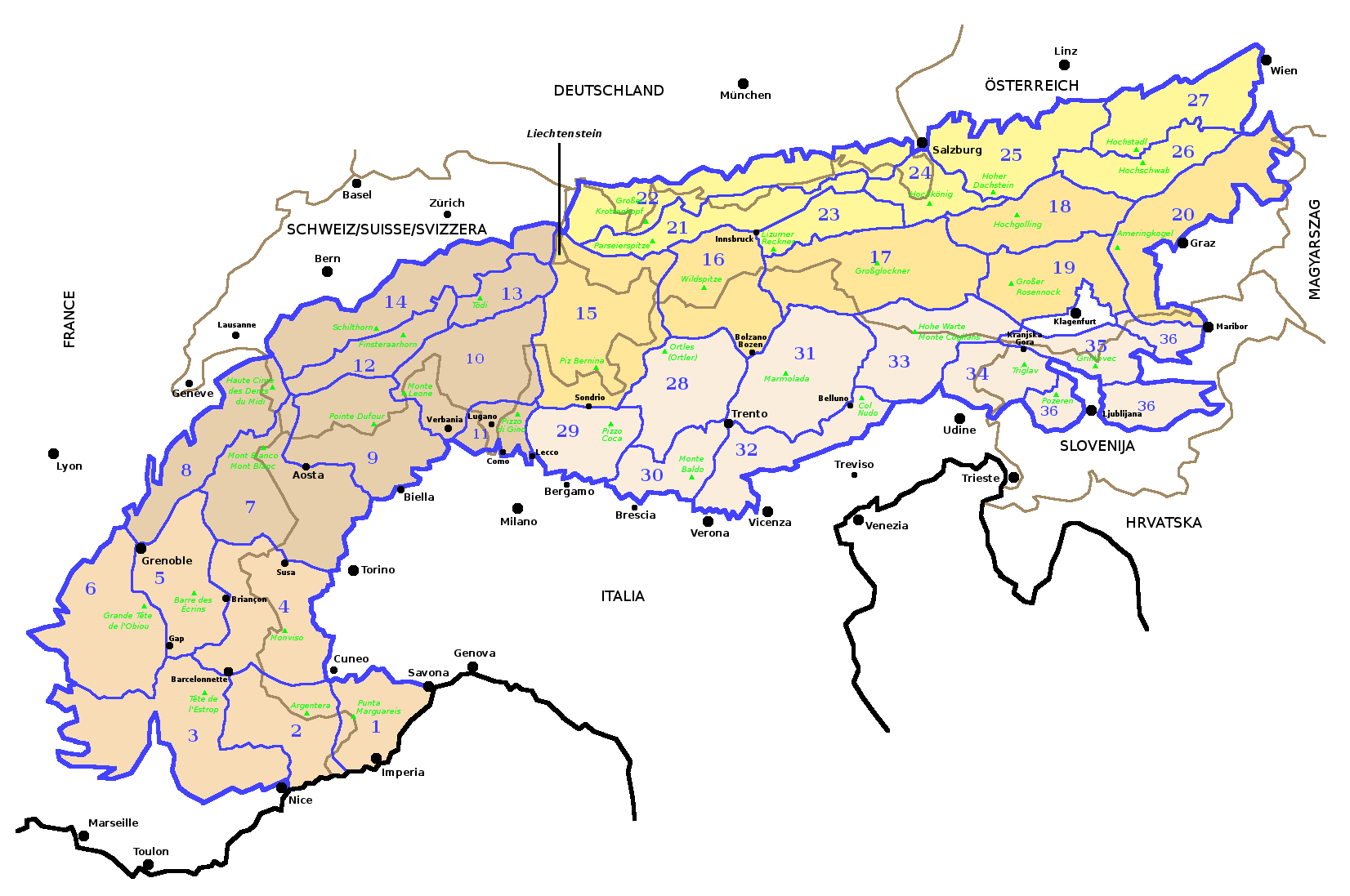
Quadro d'insieme delle sezioni alpine secondo la SOIUSA e relativa numerazione.

Sono interessate dalla catena principale alpina le seguenti sezioni della Suddivisione Orografica Internazionale Unificata del Sistema Alpino:
- Alpi Liguri (1) - entrambe le sue sottosezioni sono lungo la catena principale alpina
- Alpi Marittime e Prealpi di Nizza (2) - solamente la sottosezione Alpi Marittime è lungo la catena principale alpina; le Prealpi di Nizza si staccano alla Baisse de la Cabanette
- Alpi Cozie (4) - le sue tre sottosezioni sono lungo la catena principale alpina; fa parte delle Alpi Cozie il punto più occidentale della catena principale, la Rocca di Chardonnet
- Alpi Graie (7) - sono sullo spartiacque principale le sottosezioni Alpi di Lanzo e dell'Alta Moriana, Alpi della Grande Sassière e del Rutor e Alpi del Monte Bianco; le Alpi della Vanoise e del Grand Arc si staccano ad ovest al colle dell'Iseran, le Alpi del Gran Paradiso si staccano ad est al colle del Nivolet, le Alpi del Beaufortain si staccano ad ovest al colle di Meraillet
- Alpi Pennine (9) - solamente la sottosezione Alpi Biellesi e Cusiane non è lungo la catena principale alpina in quanto si stacca dalle Alpi del Monte Rosa al Colle del Loo ed al Tesslu[5]
- Alpi Lepontine (10) - le sue tre sottosezioni sono lungo la catena principale alpina
- Alpi Retiche occidentali (15) - solamente le sottosezioni Alpi del Platta, Alpi del Bernina, Alpi di Livigno e Alpi della Val Müstair sono lungo la catena principale alpina; dal passo Lunghin si staccano le sottosezioni Alpi dell'Albula, Alpi del Silvretta, del Samnaun e del Verwall, Alpi del Plessur e Catena del Rätikon
- Alpi Retiche orientali (16) - le Alpi Sarentine non sono lungo la catena alpina principale e si staccano a sud al Passo di Monte Giovo
- Alpi dei Tauri occidentali (17) - le Alpi della Zillertal e le Alpi Pusteresi sono sulla catena principale alpina; gli Alti Tauri si staccano ad est alla Forcella del Picco e solo per un breve tratto (all'interno del Gruppo del Venediger) appartengono alla catena principale alpina, mentre il Gruppo del Kreuzeck non ne fa parte.
- Dolomiti (31) - soltanto una piccola parte della sottosezione Dolomiti di Sesto, di Braies e d'Ampezzo sono lungo la catena principale alpina; le altre sottosezioni si distaccano al Passo di Campolongo
- Alpi Carniche e della Gail (33) - solamente la sottosezione Alpi Carniche si trova lungo la catena principale alpina; le Alpi della Gail si staccano a nord al Kartitscher Sattel e le Prealpi Carniche si staccano a sud al Passo della Mauria
- Alpi e Prealpi Giulie (34) - solamente la sottosezione Alpi Giulie si trova lungo la catena principale alpina; le Prealpi Giulie si staccano a sud
- Prealpi Slovene (36) - soltanto la sottosezione Prealpi Slovene occidentali si trova lungo la catena principale alpina.

Da questo spartiacque principale si staccano via via le altre sezioni alpine:
- Alpi e Prealpi di Provenza (3) - le sottosezioni Alpi di Provenza, Prealpi di Digne e Prealpi di Grasse si staccanco dalle Alpi Marittime e Prealpi di Nizza al Colle d'Allos; la sottosezione Prealpi di Vaucluse si stacca dalle Prealpi del Delfinato al Colle di Macuègne
- Alpi del Delfinato (5) - si staccano dalle Alpi Cozie al colle del Galibier
- Prealpi del Delfinato (6) - si staccano dalle Alpi del Delfinato al Colle Bayard
- Prealpi di Savoia (8) - si staccano dalle Alpi Graie al Colle des Montets ed alla Sella di Megève
- Prealpi Luganesi (11) - si staccano dalle Alpi Lepontine al Passo San Jorio
- Alpi Bernesi (12) - si staccano dalle Alpi Lepontine al Passo della Furka
- Alpi Glaronesi (13) - si staccano dalle Alpi Lepontine al Passo dell'Oberalp
- Prealpi Svizzere (14) - si staccano dalle Alpi Bernesi e Glaronesi in quindici passi
- Alpi dei Tauri orientali (18) - si staccano dalle Alpi dei Tauri occidentali al Murtörl
- Alpi di Stiria e Carinzia (19) - si staccano dalle Alpi dei Tauri occidentali al Katschbergpaß
- Prealpi di Stiria (20) - si staccano dalle Alpi di Stiria e Carinzia
- Alpi Calcaree Nordtirolesi (21) - si staccano dalle Alpi Retiche occidentali al Passo dell'Arlberg
- Alpi Bavaresi (22) - si staccano dalle Alpi Calcaree Nordtirolesi e dalle Alpi Scistose Tirolesi
- Alpi Scistose Tirolesi (23) - si staccano dalle Alpi dei Tauri occidentali al Tuxerjoch e al Gerlospass
- Alpi Settentrionali Salisburghesi (24) - si staccano dalle Alpi Scistose Tirolesi e dalle Alpi dei Tauri orientali
- Alpi del Salzkammergut e dell'Alta Austria (25) - si staccano dalle Alpi Settentrionali Salisburghesi e dalle Alpi Settentrionali di Stiria
- Alpi Settentrionali di Stiria (26) - si staccano dalle Alpi dei Tauri orientali allo Schoberpass
- Alpi della Bassa Austria (27) - si staccano dalle Alpi Settentrionali di Stiria
- Alpi Retiche meridionali (28) - si staccano dalle Alpi Retiche occidentali al Passo dello Stelvio
- Alpi e Prealpi Bergamasche (29) - si staccano dalle Alpi Retiche meridionali al Passo dell'Aprica
- Prealpi Bresciane e Gardesane (30) - si staccano dalle Alpi Retiche meridionali al Passo di Croce Domini ed alle Selle di Bondo e di Narano
- Prealpi Venete (32) - si staccano dalle Dolomiti alla Sella di Pergine, alla Sella di Arten ed al Passo di sant'Osvaldo
- Alpi di Carinzia e di Slovenia (35) - si staccano dalle Alpi e Prealpi Giulie al Valico di Fusine

### Bacini idrografici
Dalla catena principale alpina scendono al mare i bacini idrografici soprattutto di questi quattro fiumi:
- Po - nel versante italiano
- Rodano - nel versante svizzero e francese
- Reno - nel versante svizzero e austriaco
- Danubio - nel versante austriaco e sloveno e una piccola parte di quello italiano (sorgenti della Drava e parte della Val Canale).

Partendo dalla Bocchetta di Altare nel primo tratto di andamento verso ovest si ha a nord il bacino del Po e a sud brevi fiumi che scendono nel mar Ligure. Quando la catena principale alpina si dirige verso nord fino ad arrivare al Monte Bianco troviamo a est il Po e vari suoi affluenti e a ovest il Rodano con i suoi affluenti. Nel tratto dal Monte Bianco alla Vetta d'Italia troviamo a sud il bacino del Po e in seguito quello dell'Adige mentre a nord si susseguono nell'ordine prima il bacino del Rodano, poi quello del Reno e infine quello del Danubio. Nell'ultimo tratto a sud troviamo nell'ordine i bacini del Piave, del Tagliamento e dell'Isonzo mentre a nord continua il bacino del Danubio.